# 馬來西亞—塔吉克關係
馬來西亞－塔吉克關係是指马来西亚与中亚国家塔吉克斯坦之間历史上与现代的雙邊關係。双方于1992年3月11日建交，馬來西亞也是最早与塔吉克斯坦建立外交關係的國家之一。建交以來兩國高層交往頻繁，各领域来往不断。现今兩國均為伊斯兰合作组织、77國集團成員國。

## 政治交流
1991年9月9日，塔吉克斯坦宣布独立后，由时任马来西亚首相马哈迪·莫哈末领导的马来西亚政府於翌年3月11日給予外交承認並建交，此後兩國關係友好順利進展，高層互訪不斷。塔吉克斯坦总统埃莫马利·拉赫蒙曾于2003年10月、2014年6月两度访问马来西亚，第一次赴马为参加伊斯兰合作组织在大马举行的第10次峰会，第二次访马期间，他得到了马来西亚最高元首端姑阿都哈林、首相拿督斯里纳吉的接见。
尽管塔吉克斯坦因为人权状况欠佳而受到部分欧美国家的批判，但採取現實主義外交政策的馬來西亞仍然維持著與塔吉克斯坦政權的友好關係。并为塔吉克斯坦提供了一些人道主义援助。

### 外交代表机构
2012年6月，塔吉克斯坦政府委任馬來西亞華人教育家丹斯里林國榮为塔吉克驻马来西亚首任名誉领事，2014年，塔吉克斯坦在邻近吉隆坡的布城开设大使馆，为该国在东南亚的首个大使馆。该大使馆也兼辖塔吉克斯坦在泰国、印尼等国的外交业务，以及塔吉克斯坦在聯合國亞洲及太平洋經濟社會委員會的外交利益。目前马来西亚暂未在塔吉克建立大使馆，对塔相关事务暂由驻乌兹别克斯坦大使馆兼辖。
除此之外，塔吉克斯坦政府也在考虑于槟城州及东马委派名誉领事，以发展两国关系。

## 经贸交流
据經濟複雜性研究中心统计，2019年，马、塔双边贸易额达到276万美元，其中几乎为马来西亚向塔吉克出口，大马对塔出口额在23年内平均成长率达到16.5%，主要出口产品有肥皂、音响设备等电器及椰油等。当年，马来西亚几乎未从塔吉克斯坦进口商品。但马来西亚曾经是塔吉克斯坦合资丝绸纺织企业的主要客户之一。相较于经贸投资合作领域上联系紧密的哈萨克斯坦、乌兹别克斯坦及土库曼斯坦，马来西亚公司在塔吉克斯坦的投资额较为有限，但大马一些企业已开始研判在塔吉克斯坦的投资机会。两国政府也在讨论建立两国间经贸委员会，以协助和探讨两国之间在贸易合作领域的战略目标与机遇。

## 人文交流

### 旅行与签证

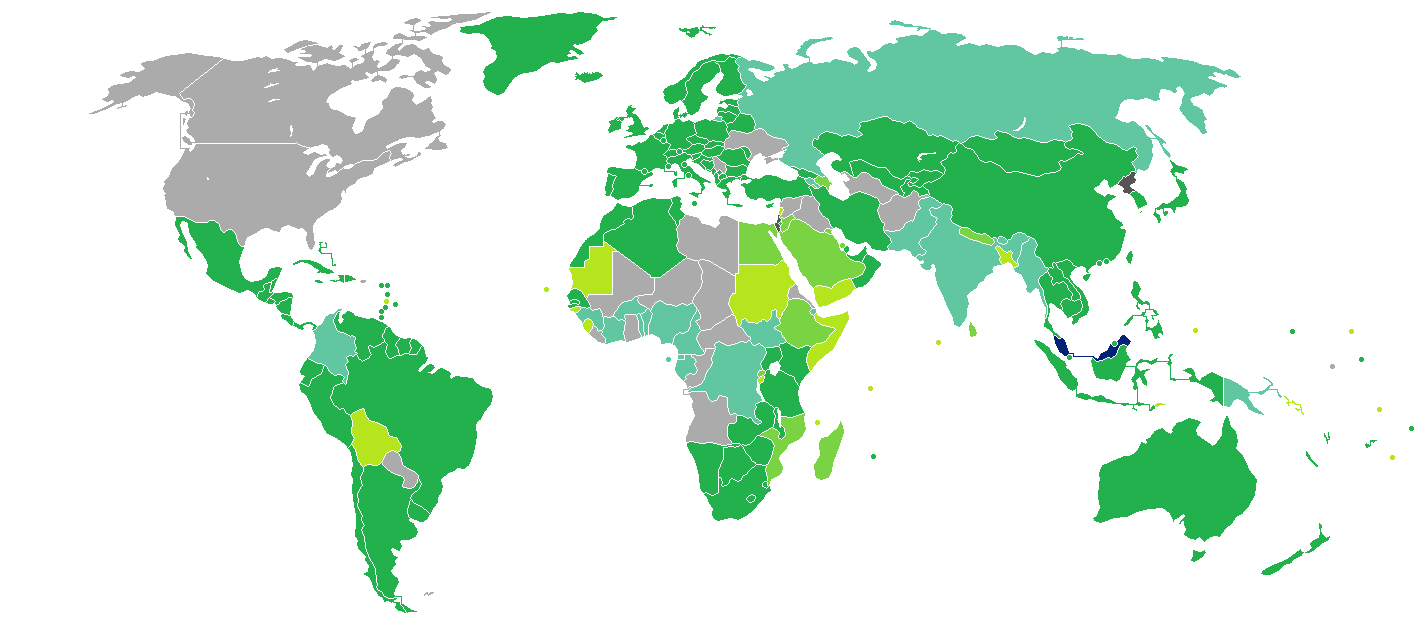
持馬來西亞護照的馬來西亞公民簽證要求分布圖：入境塔吉克斯坦可以免签证。

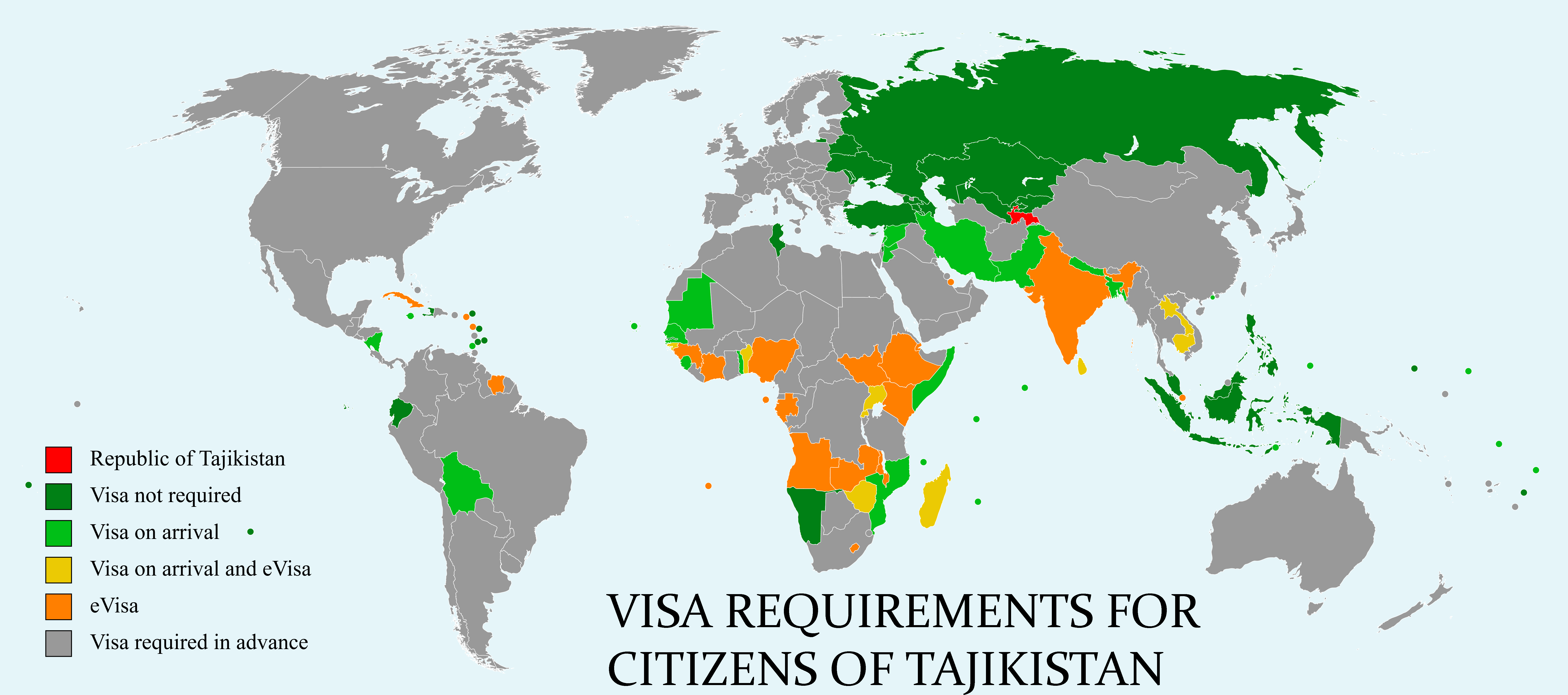
持塔吉克護照的塔吉克人口簽證要求分布圖：入境馬來西亞可以免签证。

马来西亚政府给予持有塔吉克護照的塔吉克公民免签证入境待遇，最多停留30天。塔吉克斯坦政府原本给予马来西亚公民电子签证入境待遇，自2022年1月1日起，持有马来西亚护照的马来西亚公民也可以免签证入境塔吉克斯坦，停留最多30天。
塔吉克斯坦境內多山，自然风景优美，拥有一定的旅游发展潜力，塔吉克斯坦驻马来西亚大使阿尔达谢尔·卡德里也表示塔、马两国旅游企业及旅行社应该加强合作，以促进双边旅游业互惠互利。

### 艺文与教育
塔吉克斯坦与马来西亚在教育领域有着紧密的合作关系，马来西亚教育部也致力于加强与塔吉克斯坦的合作关系，在马来西亚技术合作项目下，一些塔吉克斯坦学者参加了由大马政府举办的培训班，以提高研究水平。一些塔吉克学生也在马来西亚的高等院校深造。

## 交通

### 航空

#### 客運
马来西亚与塔吉克斯坦两国暂未建立直航，目前两国政府交通主管机关已经开始探讨加强民航合作的可能性，建立民航法律框架，并促进两国航空公司之间关系的发展。

### 网页及新闻报道
- . 关键评论.   [2019-09-06]. （原始内容存档于2022-11-06）. （页面存档备份，存于）
- . 马来西亚国家新闻社.   [2021-03-10]. （原始内容存档于2022-11-08） （英语）. （页面存档备份，存于）
- . 霍瓦尔通讯社（英语：Khovar）. 2014-06-24  [2014-06-26]. （原始内容存档于2014-07-01） （英语）. （页面存档备份，存于）
- . 七十七国集团官网.   [2014-08-25]. （原始内容存档于2019-01-07） （英语）. （页面存档备份，存于）
- . 塔吉克斯坦外交部.   [2013-03-01]. （原始内容存档于2022-11-08） （英语）. （页面存档备份，存于）
- . 马来西亚驻乌兹别克斯坦大使馆.   [2022-11-08]. （原始内容存档于2022-11-08） （英语）. （页面存档备份，存于）
- . 塔吉克斯坦驻马来西亚大使馆.   [2022-11-08]. （原始内容存档于2022-11-08） （英语）. （页面存档备份，存于）
- . 塔吉克斯坦驻马来西亚大使馆.   [2022-11-08]. （原始内容存档于2022-11-08） （英语）. （页面存档备份，存于）
- . 经济复杂性研究中心.   [2022-11-08]. （原始内容存档于2022-11-08） （英语）. （页面存档备份，存于）
- . 光华日报. 哈萨克国际通讯社.   [2014-06-24]. （原始内容存档于2022-11-06） （中文（简体））. （页面存档备份，存于）
- 阿维斯塔新闻网. .   [2020-11-28]. （原始内容存档于2022-11-08） （俄语）. （页面存档备份，存于）
- . 关键评论.   [2019-12-25]. （原始内容存档于2022-11-06）. （页面存档备份，存于）
- . 中国社会科学院俄罗斯东欧中亚研究所.   [2004-08-20]. （原始内容存档于2022-11-10）. （页面存档备份，存于）
- . 中国社会科学院俄罗斯东欧中亚研究所.   [2010-03-18]. （原始内容存档于2022-11-10）. （页面存档备份，存于）

### 期刊论文
- 赵东旭. . 《西伯利亚研究》 (黑龙江省哈尔滨市道里区友谊路501号). 2022-06-24, 49 (2): 106–118  [2022-11-08]. ISSN 1008-0961. doi:10.3969/j.issn.1008-0961.2022.02.009 （中文（中国大陆））.